# کوه ووه
کوه ووه (به لاتین: Mount Veve) یک کوه در جزایر سلیمان است که در Kolombangara, Solomon Islands واقع شده‌است. کوه ووه ۱٬۷۶۸ متر بالاتر از سطح دریا واقع شده‌است.